# گیدو جانبارتولومی
گیدو جانبارتولومی (ایتالیایی: Guido Giambartolomei؛ ۱۷ ژوئیه ۱۹۲۱ – ۱۷ مه ۲۰۱۳) یک تهیه‌کننده اهل ایتالیا بود.
از فیلم‌های او می‌توان به دوهمسری و مغول‌ها اشاره کرد.